# Ходзи
Ходзи (яп. 宝治 хо:дзи) — девиз правления (нэнго) японского императора Го-Фукакуса, использовавшийся с 1247 по 1249 год .

## Продолжительность
Начало и конец эры:
- 28-й день 2-й луны 5-го года Кангэн (по юлианскому календарю — 5 апреля 1247);
- 18-й день 3-й луны 3-го года Ходзи (по юлианскому календарю — 2 мая 1249).

## Происхождение
Название нэнго было заимствовано из классического древнекитайского сочинения «Чунь цю фань-лу» (кит. трад. 春秋繁露, пиньинь Chūnqiū Fánlù, буквально: «Обильная роса на летописи “Чуньцю”»):「気之清者為精、人之清者為賢、治身者以積精為宝、治国者以積賢為道」.

## События
даты по юлианскому календарю
- 8 июля 1247 года (5-й день 6-й луны 1-го года Ходзи) — «Ходзи кассэн» (яп. 宝治合戦) — борьба за власть, в ходе которой род Ходзё сокрушил род Миура и укрепил свой авторитет в качестве сиккэнов (регентов)[5];
- весна 1249 года (3-й год Ходзи) — большой пожар в Киото[6].

## Сравнительная таблица
Ниже представлена таблица соответствия японского традиционного и европейского летосчисления. В скобках к номеру года японской эры указано название соответствующего года из 60-летнего цикла китайской системы гань-чжи. Японские месяцы традиционно названы лунами.
| 1-й год Ходзи (Огненная Коза)     | 1-я луна        | 2-я луна*  | 3-я луна  | 4-я луна* | 5-я луна* | 6-я луна  | 7-я луна*  | 8-я луна   | 9-я луна*   | 10-я луна  | 11-я луна | 12-я луна     |                         |
| --------------------------------- | --------------- | ---------- | --------- | --------- | --------- | --------- | ---------- | ---------- | ----------- | ---------- | --------- | ------------- | ----------------------- |
| Юлианский календарь               | 7 февраля 1247  | 9 марта    | 7 апреля  | 7 мая     | 5 июня    | 4 июля    | 3 августа  | 1 сентября | 1 октября   | 30 октября | 29 ноября | 29 декабря    |                         |
| 2-й год Ходзи (Земляная Обезьяна) | 1-я луна*       | 2-я луна   | 3-я луна* | 4-я луна  | 5-я луна* | 6-я луна* | 7-я луна*  | 8-я луна   | 9-я луна*   | 10-я луна  | 11-я луна | 12-я луна     | 12-я луна* (високосная) |
| Юлианский календарь               | 28 января 1248  | 26 февраля | 27 марта  | 25 апреля | 25 мая    | 23 июня   | 22 июля    | 20 августа | 19 сентября | 18 октября | 17 ноября | 17 декабря    | 16 января 1249          |
| 3-й год Ходзи (Земляной Петух)    | 1-я луна        | 2-я луна   | 3-я луна* | 4-я луна  | 5-я луна* | 6-я луна* | 7-я луна*  | 8-я луна   | 9-я луна*   | 10-я луна  | 11-я луна | 12-я луна*    |                         |
| Юлианский календарь               | 14 февраля 1249 | 16 марта   | 15 апреля | 14 мая    | 13 июня   | 12 июля   | 10 августа | 8 сентября | 8 октября   | 6 ноября   | 6 декабря | 5 января 1250 |                         |

* звёздочкой отмечены короткие месяцы (луны) продолжительностью 29 дней. Остальные месяцы длятся 30 дней.